# Abdullah bin Nasser bin Khalifa Al Thani
Abdullah bin Nasser bin Khalifa Al Thani (Doha, 1960) (Arábico: عبد الله بن ناصر بن خليفة آل ثاني‎‎) é um político do Catar que exerceu o cargo de primeiro-ministro entre 2013 e 2020. Membro da família reinante, foi Ministro de Estado dos Assuntos Internos de 2005 a 2013.

## Início da vida e educação
Xeique Abdullah é filho do xeique Nasser bin Khalifa Al Thani e é um parente distante do ex-Emir Hamad Bin Khalifa Al-Thani. De acordo com o site da casa real, xeique Abdullah é bisneto de Ahmed bin Muhammed Al Thani, compartilhando o mesmo antepassado, Mohammed bin Thani, com o Emir Hamad (do qual é primo terceiro).
Xeique Abdullah se graduou-se no Colégio Militar de Durham, Reino Unido, em 1984 e recebeu um diploma de bacharel em ciências policiais. Em 1995, ele também obteve uma graduação na Universidade Árabe de Beirute, recebendo um diploma de bacharel em legislação.

## Carreira
Al Thani se juntou ao serviço militar do Catar e foi nomeado oficial de patrulha na seção de polícia de resgate em 1985. Em 1989, foi nomeado oficial de segurança para estádios na seção de segurança da capital. Depois, ele se tornou comandante assistente da brigada de apoio na seção de polícia de emergência. Foi nomeado comandante da brigada de operações especiais no departamento de força de segurança especial e comandante da unidade especial do departamento especial de forças de segurança. Em 28 de dezembro de 2001, foi nomeado diretor assistente do departamento especial de força de segurança para assuntos de operações. Em setembro de 2004, fui promovido ao cargo de brigadeiro-general.
Depois de servir em diferentes cargos no governo, em 15 de fevereiro de 2005, foi nomeado Ministro de Estado dos Assuntos do Interior. Ele foi nomeado primeiro-ministro em 26 de junho de 2013 em uma remodelação do gabinete, substituindo Hamad bin Jassim Al Thani no posto. Ele também foi nomeado Ministro do Interior na mesma remodelação do gabinete, sucedendo Abdullah bin Khalid Al Thani como ministro do Interior.
Ele serviu como presidente do Comitê Supremo da Copa do Mundo da FIFA 2022 para entrega e legado. Uma série de meios de comunicação criticaram sua reunião com Fathi Hamad, líder político do Hamas, em abril de 2013, e especularam os riscos de atos terroristas ocorridos na Copa do Mundo de 2022.

## Vida pessoal
Al Thani é casado e possui seis filhos.

## Títulos e estilos
- Xeique Abdullah bin Nasser bin Khalifa Al Thani (1965–1989)
- Sua Excelência Xeique Abdullah bin Nasser bin Khalifa Al Thani (2005–2013)
- Sua Alteza Xeique Abdullah bin Nasser bin Khalifa Al Thani, Primeiro-ministro do Catar (2013–2020)